# ダウンヒル (自転車競技)

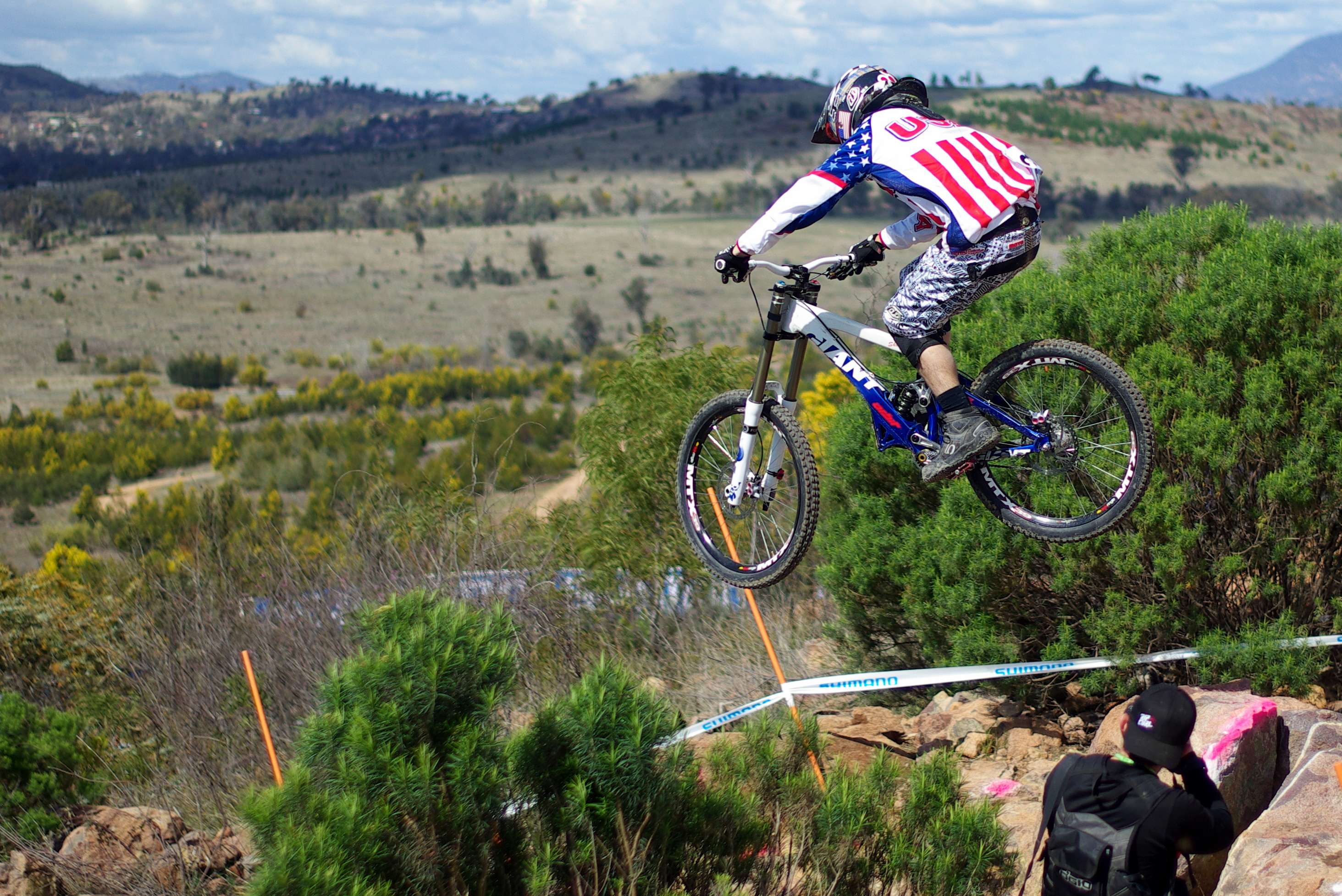
ダウンヒル

ダウンヒル（英: downhill）は、マウンテンバイク競技の一種。山に造られた急斜面のコースを高速で下る。最も危険で激しいジャンルであり、エクストリームスポーツに分類される。

## 概要
ダウンヒルコースが設置されている場所は、ゴンドラ（ロープウェイのようなもの）または運搬専用車で自転車とライダーを山の上まで運び、ライダーはそこから一気にコースを下る。基本的にダウンヒルに上りという概念はない。
上級者は時速60kmを超えるスピードで走行することもある。コースは自転車で走るからといって土がしっかり踏み固められた所ばかりではなく、大きな石がゴロゴロしている箇所、砂利が敷き詰められている箇所、滑りやすい粘土質の箇所等、多数の障害がコース内に存在する。
コース全体の下り道からなる高速度と路面からの振動、コーナーのライン取りなど、一度ダウンヒルを体験すると病み付きになる人も多い。ただ、走る場所が全般的に危険なので走行の際にはフルフェイスヘルメットや全身を防護するプロテクターは必須である。
日本では、富士見パノラマリゾート（長野県）や白山瀬女高原スキー場(石川県白山市)で大会がある。またゴンドラは無いがピックアップトラックで頂上までの搬送を行っている高峰山MTBワールド（茨城県）やスキージャム勝山(福井県)、アルペンブリックMTBパーク（新潟県）もある。

## 日本国内の大会
- JCF MTB ジャパンシリーズ：クロスカントリーとダウンヒルの２種目[1]。シリーズレース。
- ダウンヒルシリーズ[2]。シリーズレース。
- レッドブル・ホーリーライド
- 八海山麓MTB大会

## 海外の大会
- MTBアジア選手権大会
- Mountain of Hell：フランスのレ・デュー・アルプスキー場において、毎年6月末頃に行われる大会。
- メガヴァランシュ（英語版）